# کنفرانس نیروی دریایی واشینگتن
کنفرانس نیروی دریایی واشینگتن کنفرانسی بود که پس از پایان جنگ جهانی اول (۱۲ نوامبر ۱۹۲۱ تا ۶ فوریه ۱۹۲۲) و به دعوت ایالات متحده آمریکا با شرکت ۷ کشور غربی و ۲ کشور آسیایی تشکیل شد. در این کنفرانس ایالات متحده آمریکا، ژاپن، جمهوری خلق چین، فرانسه، بریتانیا، ایتالیا، بلژیک، هلند، و پرتغال شرکت داشتند. هدف اصلی این کنفرانس مقابله با قدرت رو به افزایش ژاپن بود که منافع آمریکا در اقیانوس آرام را تهدید می‌کرد.
در این کنفرانس در مورد تمامی کشورهای شرکت کننده تصمیماتی گرفته شد. تصمیماتی این کنفرانس عبارت بودند از:
1. لغو پیمان اتحاد ۱۹۰۲ ژاپن و انگلستان و جایگزین کردن آن با پیمان اتحاد ژاپن، انگلستان، آمریکا و فرانسه.
2. رعایت استقلال و تمامیت ارضی چین
3. عقب‌نشینی ژاپن از شانتونگ، سیبری و ساخالین شمالی
4. کاهش تسلیحات دریایی و ساخت کشتی

در ژاپن از نتایج کنفرانس احساس رضایت نمی‌شد و بخصوص نظامیان از این نتایج خشمگین شدند. این خشم با تصویب قانونی در آمریکا در سال ۱۹۰۴ که مهاجرت ژاپنیان را به آمریکا محدود می‌کرد، بیشتر شد. نارضایتی از فشارهای سیاسی و اقتصادی غرب که نتایج ضعف و زبونی رهبری ملی قلمداد می‌شد، عاملی شد که نظامیان در ژاپن قدرت را در دست گیرند.